# Schloss Reinhartshausen

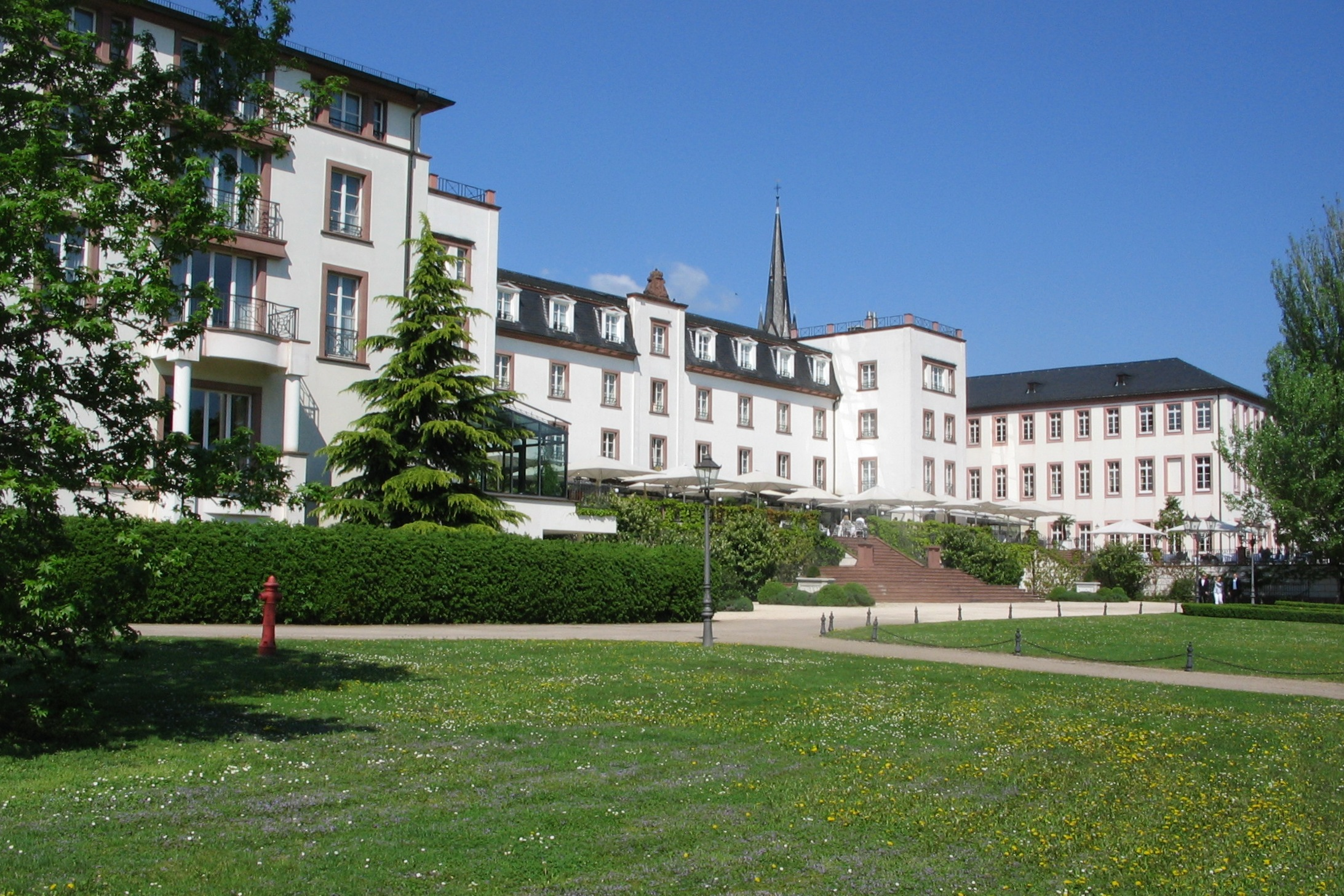
Parkseite von Hotel und Schloss Reinhartshausen

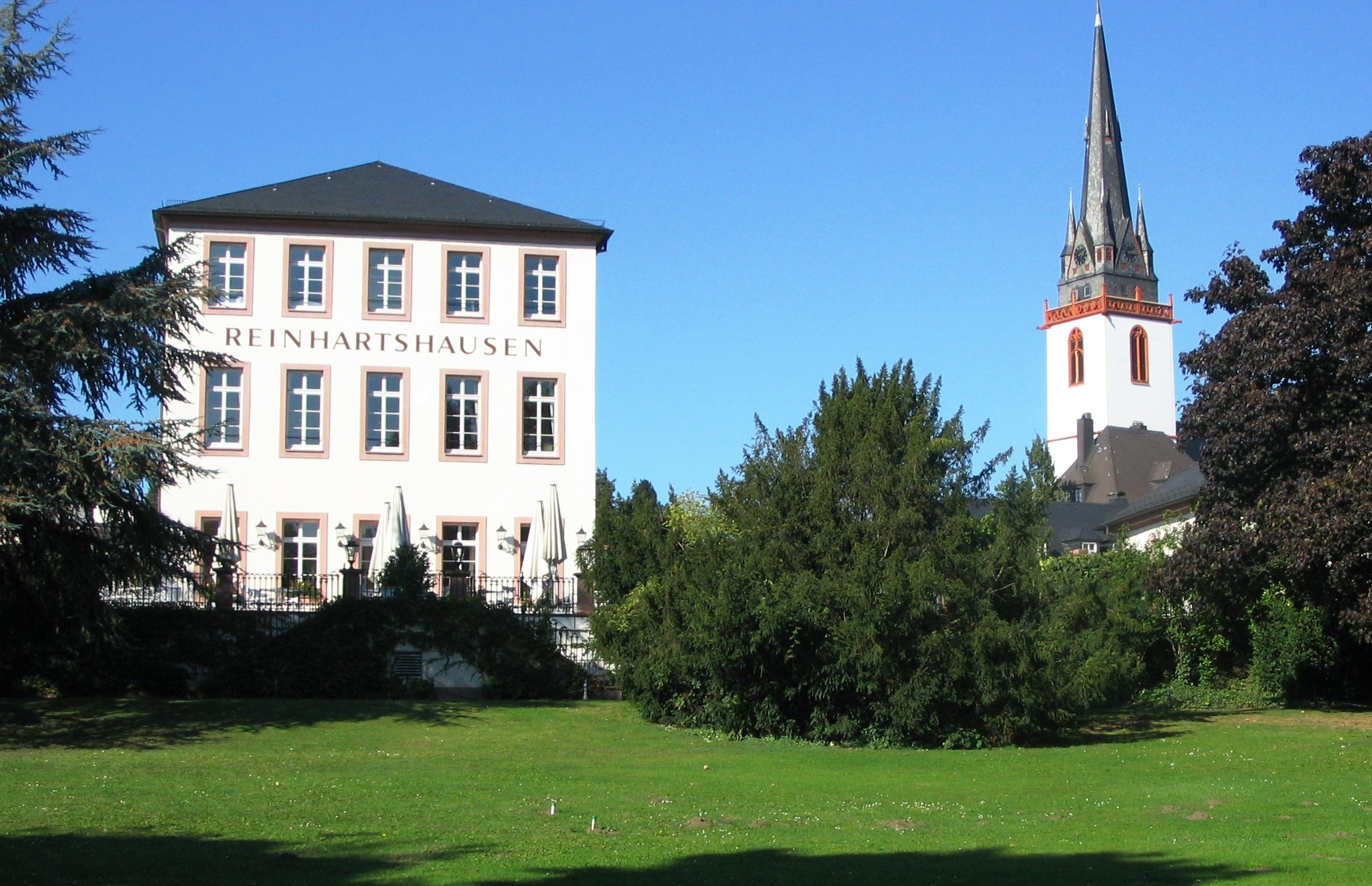
Schlosspark mit Blick auf das Alte Schloss und den Kirchturm von Sankt Markus

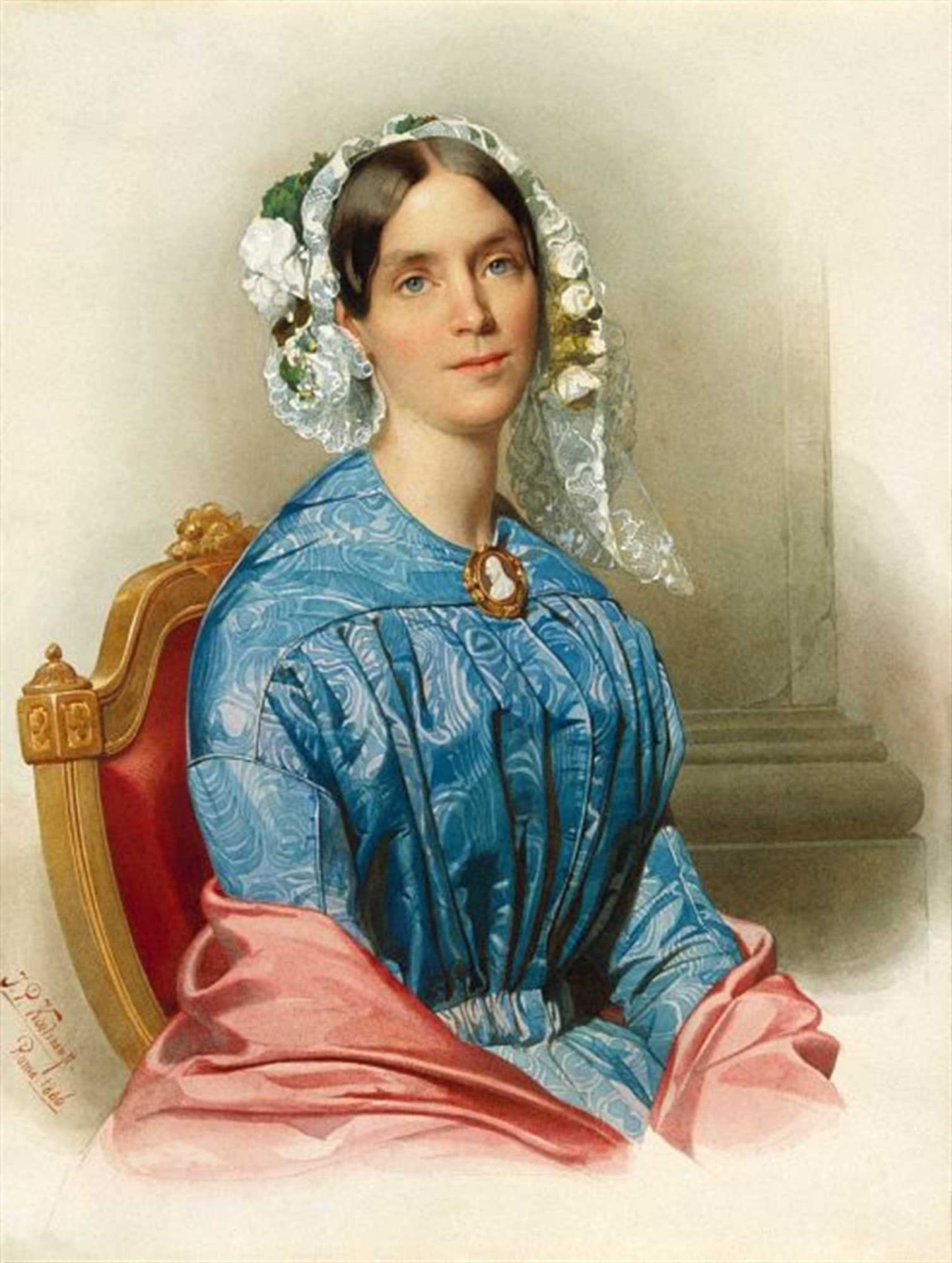
Prinzessin Marianne
von Oranien-Nassau

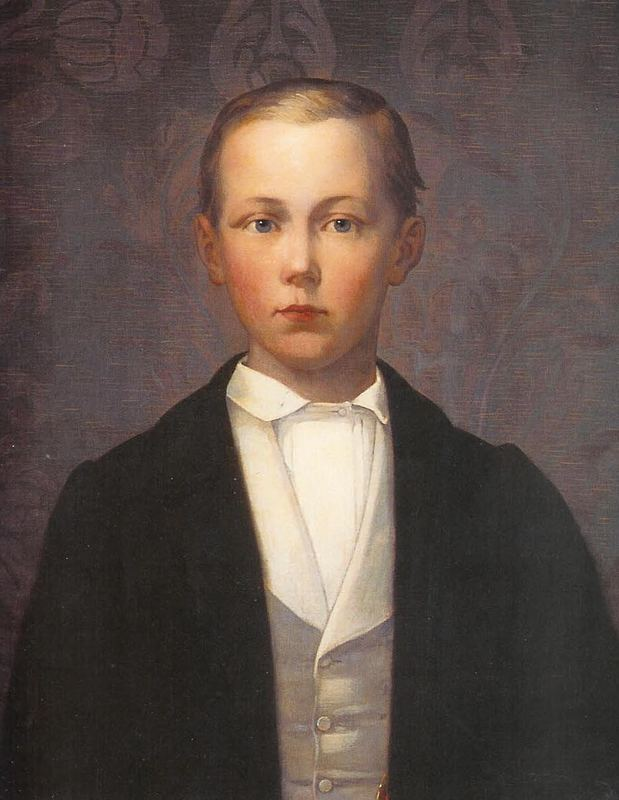
Johann Wilhelm von Reinhartshausen (1849–1861)

Schloss Reinhartshausen ist ein ehemaliges Schloss mit Weingut im heute hessischen Rheingau. Es liegt am westlichen Ortsrand von Erbach, einem Stadtteil von Eltville am Rhein, und vom Rheinufer nur durch die Bundesstraße 42 getrennt.

## Geschichte des Schlosses

### Stammsitz von Ritterschaften (1189 bis 1797)
Ursprünglich lag an der Stelle des heutigen Schlosses von 1189 bis 1275 der Stammsitz der Ritter zu Erbach. Danach gehörte das Anwesen etwa vier Jahrhunderte lang den Rittern von Allendorf.

### Residenz von Adelsgeschlechtern (1797 bis 1855)
1797 erwarb das rheinische Adelsgeschlecht der Langwerth von Simmern den Rittersitz. 1801 ließ Clemens August von Westphalen aus der westfälischen Adelsfamilie von Westphalen zu Fürstenberg den Rittersitz abreißen und den Schlossbau in seiner heutigen Form erbauen.

### Wohnsitz der Marianne von Oranien-Nassau (1855 bis 1883)
Im Jahr 1855 erwarb Marianne von Oranien-Nassau (1810–1883) das Schloss von Clemens August von Westphalen. Sie war eine geborene Prinzessin der Niederlande, die von 1830 bis 1849 mit Prinz Albrecht von Preußen (1809–1872) verheiratet war. Hier ließ sie sich mit ihrem Lebensgefährten Johannes van Rossum (1809–1873), einem bürgerlichen Niederländer, und dem gemeinsamen Sohn Johann Wilhelm von Reinhartshausen (1848–1861) nieder (der Nachname wurde dem Jungen von Herzog Adolph von Nassau verliehen, in Anlehnung an das Schloss Reinhartshausen, in dem er aufwuchs und das er erben sollte). Die Schwangerschaft Mariannes hatte den preußischen und den niederländischen Hof schließlich bewogen, in die von beiden Ehepartnern lange gewünschte Scheidung einzuwilligen (Marianne hatte Albrecht bereits 1845 verlassen, weil er ein außereheliches Verhältnis eingegangen war).
Marianne von Oranien-Nassau machte Schloss Reinhartshausen zu einem kulturellen Anziehungspunkt am Rhein. Sie besaß eine Sammlung von vermutlich über 600 Gemälden, Grafiken und Skulpturen, für die sie Schloss Reinhartshausen um ein Museum, den Galeriebau, erweiterte, der heute nicht mehr existiert. Ein kleiner Teil der Sammlung Prinzessin Mariannes befindet sich noch heute in Schloss und Schlossgarten. Stets beherbergte das Schloss zahlreiche Gäste und bot jungen Künstlern Unterkunft und Raum für ihre Entfaltung. Aufgrund ihres großen sozialen Engagements für Bedürftige erwarb sich Marianne im Rheingau große Sympathien.
1861 schenkte die tief gläubige Protestantin den Erbachern zum Gedenken an ihren mit 12 Jahren an Scharlach verstorbenen Sohn Johann Wilhelm von Reinhartshausen ein Grundstück und 60.000 Gulden für den Bau der ersten evangelischen Kirche im Rheingau, der Evangelischen Johanneskirche. Johann Wilhelm wurde in der Gruft hinter dem Altar der 1865 feierlich eingeweihten Kirche bestattet. 1873 starb Johannes van Rossum, 10 Jahre später Marianne. Beide wurden in einem gemeinsamen Grab auf dem öffentlichen Friedhof in Erbach bestattet, das noch heute zu besichtigen ist. Ihr Wunsch, an der Seite des gemeinsamen Sohnes in der Gruft der Johanneskirche bestattet zu werden, blieb ihnen versagt. Es war zu Auseinandersetzungen mit dem Pfarrer gekommen, wohl aufgrund ihrer unstandesgemäßen Lebensweise. 1896 wurde die Rheinaue vor dem Anwesen zu Ehren Prinzessin Mariannes auf den Namen „Mariannenaue“ umbenannt.

### Im Besitz der Preußen (1883 bis 1987)
Marianne vererbte Schloss Reinhartshausen ihrem Sohn Prinz Albrecht von Preußen (1837–1906). Allerdings war Reinhartshausen fortan nicht mehr Wohnsitz der Erben, da der Schwerpunkt ihrer ausgedehnten Ländereien sich um Schloss Kamenz in Niederschlesien konzentrierte. Mit Kriegsende 1945 musste der damalige Schlossherr, Waldemar von Preußen (1889–1945), mit seiner Frau und dem Personal aus Kamenz flüchten. Er starb unterwegs im bayerischen Tutzing. Der weitere Fluchtweg führte seine Witwe Calixta Agnes Adelheid geb. Prinzessin zur Lippe-Biesterfeld (1895–1982) als Prinzessin Waldemar nach Schloss Reinhartshausen, dem einzigen Anwesen, das nach dem Krieg von dem Erbe ihres Mannes übrig geblieben war. Die Ehe war kinderlos geblieben. So ging das Schloss nach dem Erbrecht des Hauses Preußen über in die Hände von Friedrich von Preußen (1911–1966), der in England wohnte. Prinzessin Waldemar hatte bis zu ihrem Lebensende freies Wohnrecht in einer Etagenwohnung des Nordflügels. Nach ihrem Tod 1982 wurde sie auf dem Friedhof in Erbach beigesetzt. Bis 1987 blieb das Schloss im Eigentum derer von Preußen, zuletzt in Erbengemeinschaft der drei Söhne Friedrichs, Friedrich Nikolaus, Andreas und Rupert, die es als Administration des Prinzen Friedrich von Preußen weiterführten.

## Nutzung seit 1991

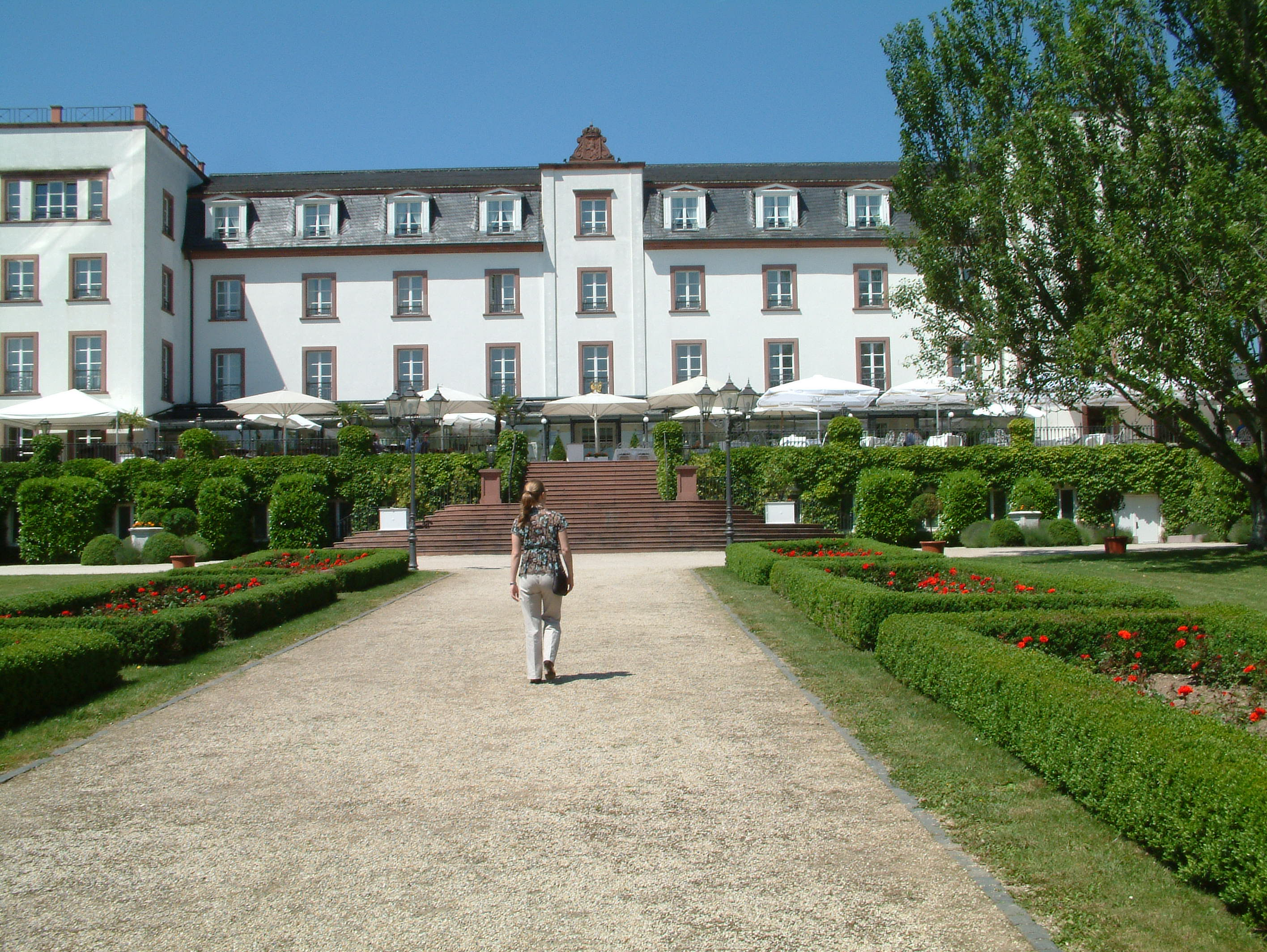
Schloss Reinhartshausen

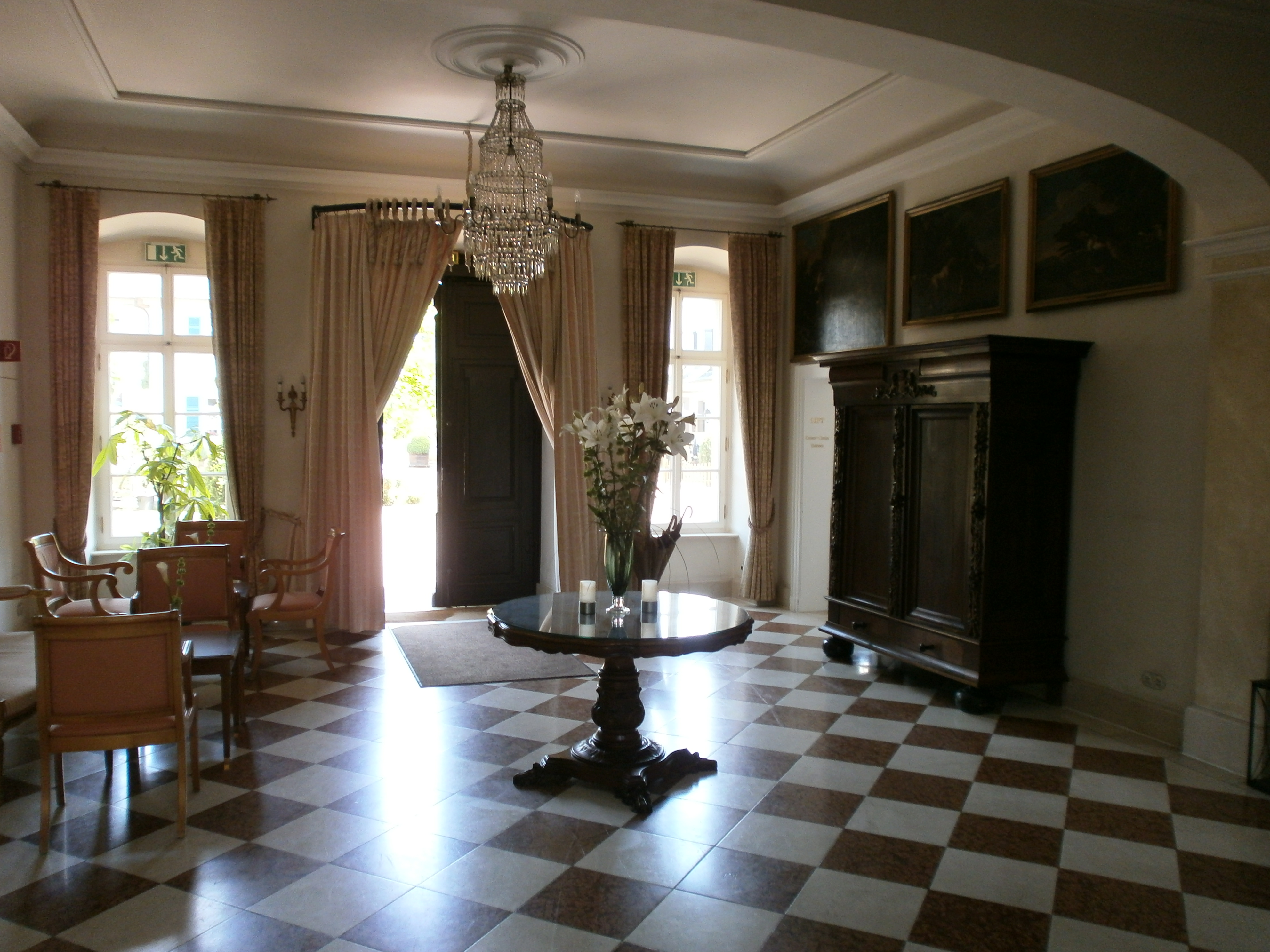
Foyer am Schlosshof

Im Jahr 1987 kaufte Willi Leibbrand (1932–1993), Mitinhaber der Leibbrand-Gruppe und von Goldpfeil, Schloss Reinhartshausen. Er ließ es bis 1991 sanieren, ließ den Mitteltrakt aufstocken und den Westflügel anbauen. Ein neuer hochwassersicherer Weinkeller und ein neues Kellereigebäude entstand sowie ein Aussiedlerhof am Ende der Eberbacher Straße in Erbach. Die Weinberge von Tillmanns’ Erben wurden hinzuerworben. 
Joachim Wissler leitete hier von 1991 bis 1999 das Restaurant Marcobrunn, das ab 1996 mit zwei Michelinsternen ausgezeichnet wurde. Von 1999 bis 2004 kochte hier Alfred Friedrich.
Zum 1. März 2013 wurde das Weingut an die Familie Lergenmüller aus Hainfeld (Pfalz) verkauft, die damit zum größten privaten Weinbergebesitzer Deutschlands wurde. Bis Ende 2015 wurde das Hotel durch Kempinski Hotel & Resorts geführt.
2016 übernahm die Hotel Schloss Reinhartshausen GmbH Co. KG das Hotel. Sie plante einen Erweiterungsbau mit 62 Zimmern und einem Baubeginn bis 2017. Die Baupläne wurden verschoben und das französische Unternehmen Châteauform nutzte das Schloss für Unternehmensveranstaltungen. Im März 2022 wurden im Hotel rund 200 Kriegsflüchtlinge aus der Ukraine vorübergehend untergebracht.
Seit 2023 wird das Hotel renoviert; der Investor stammt aus dem Irak. Als Patron für das Restaurant Marcobrunn wurde Tristan Brandt engagiert, das Restaurant soll im September 2025 eröffnen.